# 首席黨鞭 (英國)
首席黨鞭（英語：Chief Whip），屬英國國會中的一種政治職位，是英國執政黨和在野黨的「黨紀執行者」，其任务是管理國會中黨團記錄，以求确保同黨籍的議員按照其黨魁的意愿投票。
在英国政治中，下議院的執政黨首席黨鞭亦會兼任財政部國會秘書，以便出席內閣會議。政府首席黨鞭的官邸位於唐宁街12号，但其辦公室位於唐宁街9号。
首席黨鞭可以对本黨國會議員施展影響力，對象甚至包括內閣大臣或影子內閣大臣。首席黨鞭的言行往往會被视为是首相或反對黨領袖的意见。例如，前首相戴卓爾夫人的首席黨鞭以“内阁强制实施者”而闻名。
首席黨鞭的角色在外界看来非常神秘，因为其工作是监督和鞭策該黨議員、执行党纪，而且党鞭从不在电视或者广播中亮相。但在2012年政府首席黨鞭麥俊高身陷丑闻时，他不得不公开露面为自己辩护。按照慣例，下議院的黨鞭不會參與辯論或發言。
首席黨鞭由副首席黨鞭、普通党鞭和助理党鞭等协助工作。党鞭这份工作本身没有薪水，他们通过兼任财政部或宫内大臣的下属职务而获得薪水。他们的兼职一般是礼仪性任务，不影响他们的本职工作。副首席黨鞭兼任宫廷财务官、排名最靠前的两名党鞭兼任宫廷主计长和副主计长、其他党鞭兼任财政部专员、助理党鞭和所有反对党党鞭则不兼它职，也就是说，他们没有作为党鞭的薪水。当然反对党首席黨鞭除外，像反对党领袖一样，他或她除了一份议员的薪水以外，还通过兼任一个公职获得额外薪水，一般是枢密院的职务。
党鞭表面上独断专行，但实际上却是党的领导层和后座议员们之间的沟通者。如果后座议员对党的领导层的决策不满意，他们会在投票时反对领导层，迫使领导层做出妥协和让步。
党鞭制度正式引入英国是在19世纪80年代，第一位下議院國會首席黨鞭是爱尔兰议会党的查尔斯·斯图尔特·帕内尔，但在1846年威灵顿公爵就曾劝告过时任保守党领袖爱德华·史密斯-斯坦利组建“猎犬（whippers-in）队”来确保党内忠诚。

## 工作内容
在英国议会中，投票的重要性由“鞭子（whip）”的下划线来表示，“鞭子”是在每周一时下議院國會首席黨鞭发送给所有本党议员的信件之名。这封信通知议员们本周的日程，并在每次将进行投票的辩论旁边写上“你的出席是绝对必要的”这句话。这句话下面的下划线的数量表示投票的关键程度，一条下划线表示普通、两条下划线表示重要、三条下划线表示最重要，这是政治术语“一条鞭”、“两条鞭”、“三条鞭（台湾称之为甲级动员）”的由来。在投票前（通常是分组铃声响起后）党鞭们会在分组厅的门口用手势告诉议员们该如何投票。这样就使投票比辩论本身要重要，这两种行为不会被议事厅的所有人看到，每周的催票信也不会被记录进国会议事录中，因为这是政党的内部事务；这个制度之所以如此运行是因为公开的指示议员们如何投票是违反国会特权的。
违抗党鞭的后果会视情况而定，但这些后果通常会由党鞭提前告知。党鞭的工作是确保投票结果，尤其一个党占国会多数席位时就更重要了，因为如果议员们都服从党鞭，那这个党就无人能敌：1990年撒切尔夫人受党内挑战时，首席黨鞭无法督导本党议员如何投票，直接导致撒切尔夫人下台。
如果一个党在下院占据多数，它可以与议员们在所有重要议题上都做小妥协，或者根据当时的政治局势就某个严肃的议题做重大让步。理论上，议员违抗“三条下划线”是会被开除出党的。同样会导致开除党籍的行为还有背叛党，2011年某新议员因在聚会上穿纳粹制服行纳粹礼而被开除，其于2015年大选的提名也被取消。约翰·梅杰执政期间9名保守党议员在批准《马斯特里赫特条约》问题上违反政府意见而被党鞭禁止投票。但在其他议题上他们还是作为保守党支持政府的，Bill Cash爵士、John Redwood和伊恩·邓肯·史密斯还一直是保守党国会议员。这也是唯一一次被执行党纪的议员与反对党合作的例子：一般来讲，“配对”制度会使缺席者的“配对”者也无法投票。然而尽管有党纪约束，议员还是可以根据自己的信仰而投票，特别是在良心问题（比如恢复绞刑）上可以自由投票。在某些情况下，党鞭会因为问题是良心问题而不去督导议员，包括领养、宗教和平等机会。因为党鞭在良心问题上督导议员投票反而会损害党领袖，其中一个例子是伊恩·邓肯 ·史密斯，他对未婚夫妇收养儿童这一议题上采取了“三条鞭”（这在当时意味着同性恋夫妇永远不能领养），引起不少保守党议员的反抗。史密斯的权威因此而削弱。
对于后座议员来说，党鞭是残酷的，党鞭在议员投票时会使用说服、承诺、欺骗和威胁等手段以推行领导层的意见。一个好的党鞭应该知道议员们的秘密、丑闻和把柄，以及议员们选区的情况。有些情况下，生病的议员被强制从别处推入国会，在关键投票上投票给政府。前议员乔·阿斯顿回忆起詹姆斯·卡拉汉政府任期即将结束时的一个案例：
“我记得圣海伦选区的议员Leslie Spriggs的例子。在一次关键投票中，严重心脏病发作的Spriggs被救护车送到下院。两个党鞭去接他，他看上去好像死了一样。我相信党鞭约翰·斯特兰德·托马斯对另一个党鞭乔·哈珀说，‘我们怎么知道他还活着？’所以他靠近救护车，转动心脏机器上的旋钮，绿灯亮了，他说：‘看，你输了。他还有心率，311。’这绝对是真的，以前人们都认为这是编造的，没人信，但是真的。”
作为一名政府大臣，违反党鞭也是严重的：如果他们不自行辞职，就会被开除，回到后座去。有时他们的投票被视为理所当然的“工资单投票”。违反者的后果还包括晋升机会的丧失，下次大选时竞选活动受支持的程度下降，选区工作人员的削减或者极端情况下“解除督导（withdrawal of the whip）”任其自生自灭和开除出党。
政府的上議院黨鞭也有與下議院黨鞭類似的安排。除了黨鞭的本职以外，上議院黨鞭还负责作为在上院没有发言人的部门或法案的发言人。

## 現任黨鞭名單

### 執政黨
| 下議院                        | 下議院              | 上議院                            | 上議院                |
| 職務                          | 議員                | 職務                              | 議員                  |
| ----------------------------- | ------------------- | --------------------------------- | --------------------- |
| 下議院首席黨鞭 財政部國會秘書 | 簡柏邦爵士          | 上議院首席黨鞭 扈從四十侍衛隊隊長 | 羅伊·肯尼迪勳爵       |
| 下議院副首席黨鞭 宮廷財務官   | 馬克·塔米           | 上議院副首席黨鞭 皇室警衛隊長     | 瑪格麗特·惠勒勳爵     |
| 下議院黨鞭 皇室主計長         |                     | 上議院黨鞭 宮廷侍臣               | 約翰·克萊爾勳爵       |
| 下議院黨鞭 副宮務大臣         |                     | 上議院黨鞭 宮廷侍臣               | 雷‧柯林斯勳爵         |
| 下議院黨鞭 財政部專員         | 尼克·達金           | 上議院黨鞭 宮廷侍臣               | 弗雷德里克·潘森比勳爵 |
| 下議院黨鞭 財政部專員         | 梁辛尼勳爵          | 上議院黨鞭 宮廷侍臣               |                       |
| 下議院黨鞭 財政部專員         | 傑夫·史密斯         | 上議院黨鞭 宮廷女侍臣             | 莎朗·泰勒勳爵         |
| 下議院黨鞭 財政部專員         | 馬吉·瓊斯勳爵       | 上議院黨鞭 宮廷女侍臣             |                       |
| 下議院黨鞭 財政部專員         | 露絲·斯米斯勳爵     | 上議院黨鞭 宮廷女侍臣             |                       |
| 下議院助理黨鞭                | 克里斯蒂安·威克福德 | 上議院黨鞭 宮廷女侍臣             | 菲奧娜·特威克羅斯勳爵 |
| 下議院助理黨鞭                | 茱迪斯·布萊克勳爵   | 上議院黨鞭 宮廷女侍臣             |                       |
| 下議院助理黨鞭                | 凱爾·馬瑟           |                                   |                       |
| 下議院助理黨鞭                |                     |                                   |                       |
| 下議院助理黨鞭                |                     |                                   |                       |
| 下議院助理黨鞭                |                     |                                   |                       |

### 反對黨
保守黨：
- 下議院首席黨鞭：麗貝卡·哈里斯（英语：Rebecca Harris）議員
- 上議院首席黨鞭：蘇珊·威廉姆斯（英语：Susan Williams, Baroness Williams of Trafford）勳爵

  自由民主黨：
- 下議院首席黨鞭：溫蒂·張伯倫議員
- 上議院首席黨鞭：本·斯托納姆（英语：Ben Stoneham, Baron Stoneham of Droxford）勳爵

 苏格兰民族党
：
- 下議院首席黨鞭：克斯蒂·布萊克曼（英语：Kirsty Blackman）議員

 英國改革黨：
- 下議院首席黨鞭：李·安德森（英语：Lee Anderson (British politician)）議員

## 各党首席黨鞭
- 保守党党鞭长（英语：Conservative Chief Whip）
- 工党党鞭长（英语：Labour Chief Whip）
- 自民党党鞭长（英语：Liberal Democrats Chief Whip）
- 阿尔斯特统一党党鞭长（英语：Ulster Unionist Chief Whip）

## 公众形象
下議院國會首席黨鞭的角色出现在BBC电视剧《纸牌屋》、《是，大臣》和《新政治家》中。